# Ztracená čest Kateřiny Blumové (film)
Ztracená čest Kateřiny Blumové (německy Die verlorene Ehre der Katharina Blum) je německý film z roku 1975 v režii Volkera Schlöndorffa a Margarethe von Trotta, natočený podle stejnojmenné literární předlohy (Ztracená čest Kateřiny Blumové aneb Jak vzniká násilí a kam může vést, německy Die verlorene Ehre der Katharina Blum oder Wie Gewalt entstehen und wohin sie führen kann) od Heinricha Bölla, vydané v roce 1974.
Film měl premiéru 10. října 1975 v devíti kinech ve Spolkové republice Německo.

## Děj – rozdíl filmu a literární předlohy
Film má jiný úvod a závěr než dílo Heinricha Bölla. Zatímco v knize děj vypráví více postav ze svého pohledu, film začíná chronologicky Ludvíkovým příjezdem na párty, kde později potkává Kateřinu. Zatímco kniha končí zatčením Kateřiny po vraždě Tötgense, film končí přímým přenosem z Tötgensova pohřbu a je doplněn o projev šéfredaktora deníku Zeitung. Ironie závěru filmu spočívá právě v tomto projevu, kdy čin Kateřiny Blumové není vnímán z pohledu morálního a lidského (vražda), ale jako útok na „svobodu tisku“, naopak smrt je zde upozaděna.
Film, stejně jako kniha, končí parodií na často uváděnou frázi „Podobnost se skutečnými osobami je čistě náhodná“ ve znění „Podobnost se známými novinářskými praktikami není náhodná ani záměrná, nýbrž nevyhnutelná.“

## Ocenění

### Pro film
- Přídomek Obzvláště hodnotný od Německé filmové komise Filmbewertungsstelle Wiesbaden
- Cena CEC (Španělská filmová kritika)
- Cena OCIC (Mezinárodní katolická filmová kancelář)

### Pro Angelu Wirkelovou, představitelku hlavní role
- Německá filmová cena Filmband in Gold
- Cena německé kritiky 1975 ve Spartě Film

### Pro Josta Vacana, kameramana
- Německá filmová cena Filmband in Gold